# Cold War Kids
Cold War Kids es una banda estadounidense de música indie rock, originarios de Long Beach, California. Los integrantes de la banda son Nathan Willett (voz principal, piano, guitarra, teclado, percusión), Dann Gallucci (guitarra principal, percusión, melódica, Matt Maust (bajo), Joe Plummer (batería, percusión) y Matthew Schwartz (teclado, piano, guitarra, percusión, voz secundaria). Jonnie Russell y Matt Aveiro salieron de la banda.
El grupo fue formado en 2004 en Fullerton, California. Los primeros lanzamientos de la banda fueron publicados por la discográfica independiente Monarchy Music. En 2006, Cold War Kids firmó con Downtown Records/V2 y lanzaron su álbum debut con la disquera Robbers & Cowards para agrado de fanáticos y críticos. El álbum de 2008, Loyalty to Loyalty y el de 2011, Mine Is Yours permitieron a la banda desarrollar diferentes sonidos y contenido lírico. En el 2013, Cold War Kids lanzó su cuarto álbum Dear Miss Lonelyhearts. Su álbum más reciente Hold My Home fue lanzado el 21 de octubre de 2014.

## Historia

### Los primeros años y Robbers & Cowards (2004-2006)

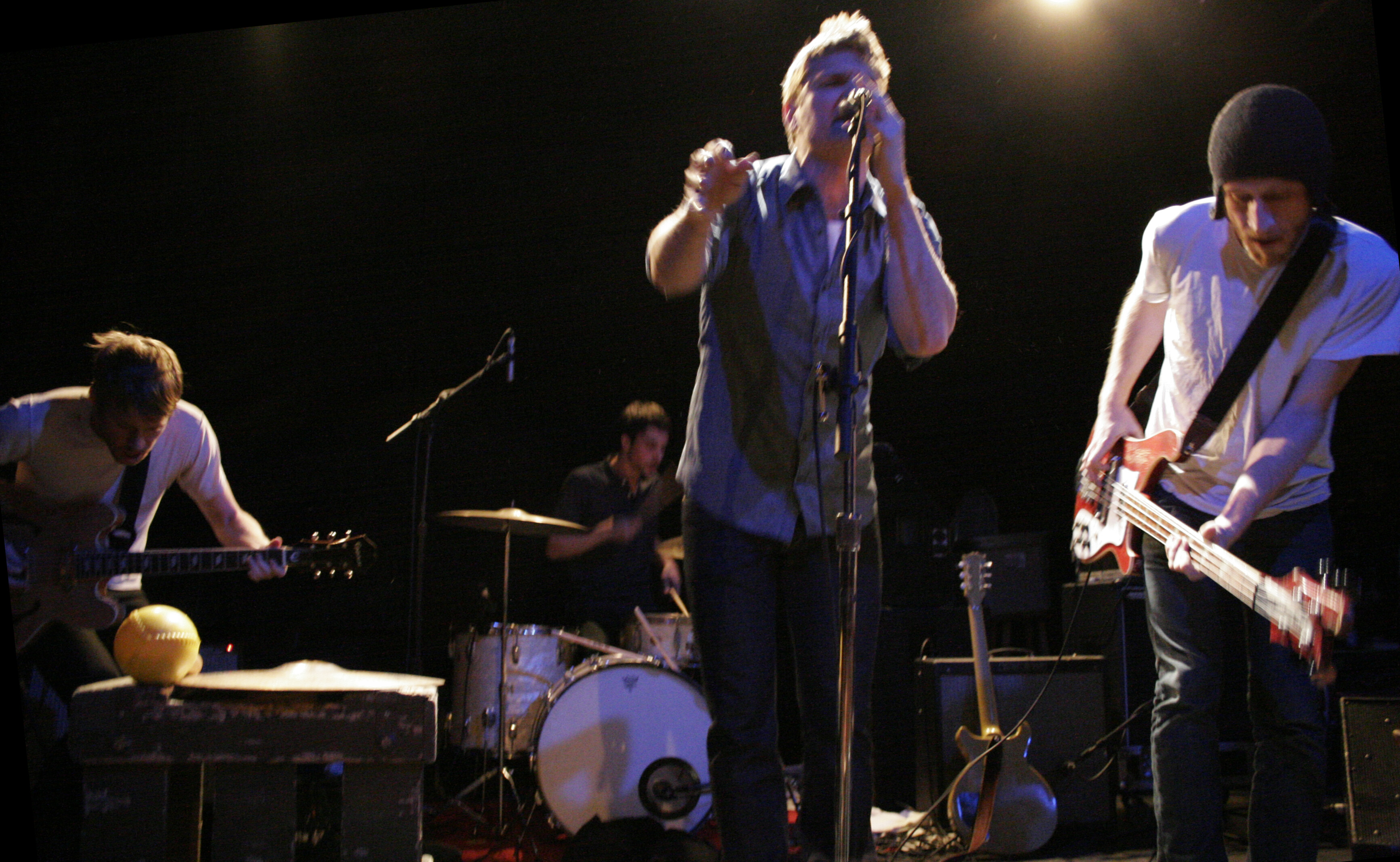
Cold War Kids presentándose en el Bowery Ballroom en New York City, 2007

Cold War Kids comenzó su carrera en 2004 en Fullerton California cuando Nathan Willett, Matt Maust y Matt Aveiro solían reunirse en el departamento de Russell, el cual se encontraba sobre un restaurante llamado Mulberry Street. Maust fue el que propuso el nombre de la banda, después de sus viajes a Europa del Este, específicamente a Budapest, donde encontraron un parque con estatuas que habían sido desechadas durante la caída del Comunismo. Al ver el jardín lleno de juegos, declaró: "El hecho de estar en ese ambiente provocó que la frase 'Cold War Kids' (Hijos de la Guerra Fría) me llegara a la mente, tal vez la había escuchado antes. Yo también soy un hijo de la guerra fría, nací en 1979." La banda se reubicó en Whittier, California y comenzó a grabar su primer demo, Mulberry Street (basado en el restaurante en el cual se encontraban regularmente), el cual Monarchy Music lanzó como EP durante la primavera de 2005. Entre giras, la banda lanzó dos EPs más: With Our Wallets Full y Up in Rags en 2006. Monarchy Music volvió a lanzar dichos EPs como un solo álbum de compilación llamado Up in Rags/With Our Wallets Full en 2006.
En el verano del 2006, Cold War Kids firmó con Downtown Records y empezaron a trabajar en su álbum debut. El álbum titulado Robbers & Cowards fue lanzado el 10 de octubre del 2006 alcanzando números de ventas cercanas a las 200,000 copias. Impresionaron a críticos con su sonido blues rock junto con letras que contaban historias de antaño. Joe Tacopino de PopMatters dijo: "Son estos jóvenes ambiciosos los que valen, incluso sin armonías vocales ostentosas." Jeff Weiss de la revista Stylus Magazine dijo: "Es un buen debut, uno muy bueno. Si la banda consigue o no la grandeza, es una posibilidad aún en el aire."
Uno de los más grandes detractores del álbum fue Marc Hogan de Pitchfork Media, quien, en su reseña, criticó a la banda por su composición, melodías y el simbolismo relacionado con el Cristianismo asegurando: "Robbers and Cowards insulta nuestra inteligencia." Cat Dirt Sez de San Diego CityBeat respondió a la reseña, diciendo que no fue más que "periodismo perezoso." El guitarrista principal Jonnie Russell estuvo de acuerdo con dicha opinión: "Esa parece ser la tendencia, no tener una reflexión verdadera acerca de la música, sino buscar un ángulo agudo y una forma divertida de decirlo."

### Loyalty to Loyalty (2008)
Después de dos años de gira mundial y de la reubicación a Long Beach, California, Cold War Kids regresó al estudio durante la primavera del 2008, junto al productor de su primer disco, Kevin Augunas. Nathan describió el proceso de grabación como un ir y venir: "Durante todo el proceso, escribíamos canciones en nuestro pequeño estudio, después íbamos al estudio real, durante dos días y lográbamos grabar unas tres o cuatro canciones; después regresábamos a nuestro estudio durante algunas semanas. Así que, realmente, fue un período de cuatro meses más o menos. Días productivos dentro del estudio fueron, tal vez, unos quince. No nos gusta demasiado estar en el estudio; nos concentramos más en la escritura."
El segundo álbum de la banda, Loyalty to Loyalty, representa la despedida de su debut, conteniendo una gran cantidad de narrativa, así como referencias políticas y filosóficas. En entrevista con NPR, Nathan describió el proceso de escritura para este álbum: “Las decisiones que hemos hecho han sido para intentar crecer a un ritmo que tenga sentido” Willet dijo: “No necesariamente acerca de las preguntas '¿Hay algún gran sencillo? ¿Es progreso para nosotros? ¿Es este el siguiente nivel?' Sino simplemente escribiendo canciones. Claro, hay estrés, pero la manera de lidiar con él es ignorarlo.”
Loyalty to Loyalty fue lanzado el 23 de septiembre de 2008 recibiendo críticas, en su generalidad, positivas. Bart Blasengame de Paste lo llamó “un álbum sólido de una banda que parecía equipada para hacer uno clásico” James McMahon de NME dijo que “casi en contradicción con las pocas ventas y el seguimiento de culto, Cold War Kids y su segundo álbum representan todo lo que esperas que la música pueda ser.”

### Behave Yourself y Mine Is Yours (2009-2011)
La banda pasó el año 2008 y gran parte del año 2009 en el tour de su álbum; destacando un tour nacional con Death Cab for Cutie. Durante el tour, la banda regresó a los estudios para grabar el que sería su séptimo EP Behave Yourself. En una entrevista con Flavorwire, Maust habló acerca de las diferencias entre Behave Yourself y Loyalty: "son, básicamente, canciones más vibrantes y alegres que no encajaban en el álbum Loyalty. Nos dimos cuenta de que en cierta manera, teníamos mucho trabajo por delante, entonces este [EP] funciona como un buen intermedio entre grabaciones." Behave Yourself fue lanzado digitalmente en iTunes el 21 de diciembre de 2009 y el lanzamiento en formato físico fue el 19 de enero de 2010.

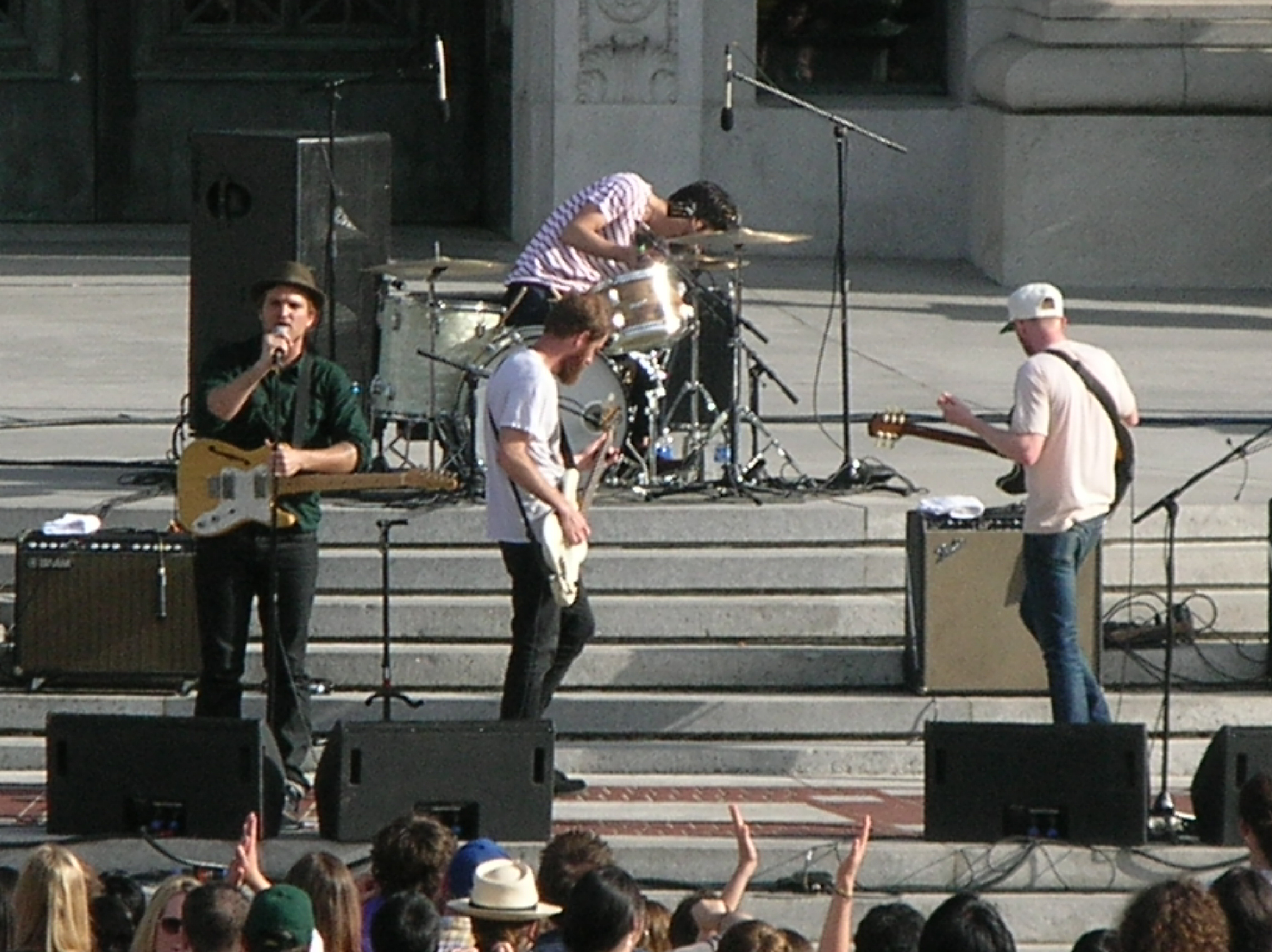
Cold War Kids presentándose en Cal Day 2010 en UC Berkeley el 17 de abril

La banda regresó al estudio en el 2010. Nathan, en una entrevista a la revista Filter Magazine, dijo:

El tercer álbum está en proceso de elaboración. Estamos trabajando con un productor llamado Jacquire King. King tiene una grandiosa y eclética colección de colaboraciones con Modest Mouse, y la Caída (The Fall (álbum de Norah Jones )|el último disco de Norah Jones), y Mule Variations de Tom Waits, con el último disco de Kings of Leon... Así que él va a lograr milagros con nosotros. Nuestra música siempre ha sido escrita completamente por nosotros, sin ninguna influencia, así que tenerlo a bordo para ayudarnos con la dirección es estupendo. Acabo de ver el documental Wilco de nuevo, y pienso que de muchas formas Wilco es a la música country/americana como Cold War Kids es a la música soul/punk. Estamos llevando a otro nivel lo que hacemos en este disco. El EP es nuestro último recuerdo de los grandiosos viejos tiempos de la rápida y divertida creación musical mínima de Cold War Kids.

Mine Is Yours fue lanzado el 25 de enero del 2011, obteniendo críticas contrastantes. La revista Billboard dijo que "la banda surgió con un conjunto de canciones que atrae más que el primero pero es igualmente bueno." Sean O'Neal de The AV Club dijo que el álbum tiene "el sonido soso de una banda cambiando la identidad por ambición" Secundaron el álbum con una gira a través de Norteamérica que incluyó apariciones en festivales como en Bonnaroo y Coachella. El 8 de febrero del 2012, la banda anunció que el guitarrista principal Jonnie Russell abandonó la banda a causa de motivos personales.

### Dear Miss Lonelyhearts y Hold My Home (2012-presente)
El 22 de enero del 2012, la banda anunció que el guitarrista Dann Galuccique, quien una vez participó con Modest Mouse, tomaría el lugar de Russell en la banda y haría su presentación con us nuevo sencillo "Minimum Day". El 15 de enero de 2013, la banda anunció un nuevo sencillo, Miracle Mile para su cuarto álbum, Dear Miss Lonelyhearts. Este último lanzado el 2 de abril de 2013. Lo siguió un EP presentado únicamente en plataforma digital titulado Tuxedos, lanzado el 17 de septiembre de 2013. Promocionaron ambos esfuerzos con una gira por Estados Unidos que terminó el 6 de noviembre de ese año. En noviembre del 2013, anunciaron un quinto álbum en desarrollo.
El 10 de noviembre del 2013, Orange County Register reportó que el baterista Matt Aveiro dejaba la banda y que el baterista de Modest Mouse Joe Plummer lo reemplazaría indefinidamente. No está claro si es que la salida de Aveiro es permanente o temporal.
En marzo de 2014 colaboraron con la marca belga Stella Artois y con el inventor Andy Cavatorta para un proyecto llamado "Chalice Symphony", proyecto que consistía en utilizar vasos de cristal como instrumentos para grabar la canción A Million Eyes. El detrás de cámaras fue utilizado como comercial y subido a la página de Brewer en YouTube. La canción fue lanzada en iTunes el 3 de marzo y el video musical el 4 de abril de 2014. En mayo del 2014, Willett y Maust trabajaron en un proyecto secundario con We Barbarians y Nathan Warkentin llamado French Style Furs. El primer álbum de este proyecto fue llamado Is Exotic Bait y fue lanzado el 8 de julio de 2014. Las letras del álbum fueron adaptadas de la poesía escrita por el monje católico y filósofo del siglo XX Thomas Merton, y fue grabado con la ayuda de Nick Launay.
El 15 de julio de 2014 la banda lazó el primer sencillo, All This Could Be Yours, de su quinto álbum Hold My Home, el cual fue presentado el 21 de octubre. El álbum Hold My Home contó con el baterista Joe Plummer y Mattew Shwartz, los cuales esta vez fueron acreditados como miembros de la banda y no como miembros del tour.

## Estilo musical
Heather Phares de AllMusic declara que Bob Dylan, Billie Holiday, Jeff Buckley y The Velvet Underground son influencias para el estilo tipo blues rock y sonido indie rock de la banda.

## Miembros

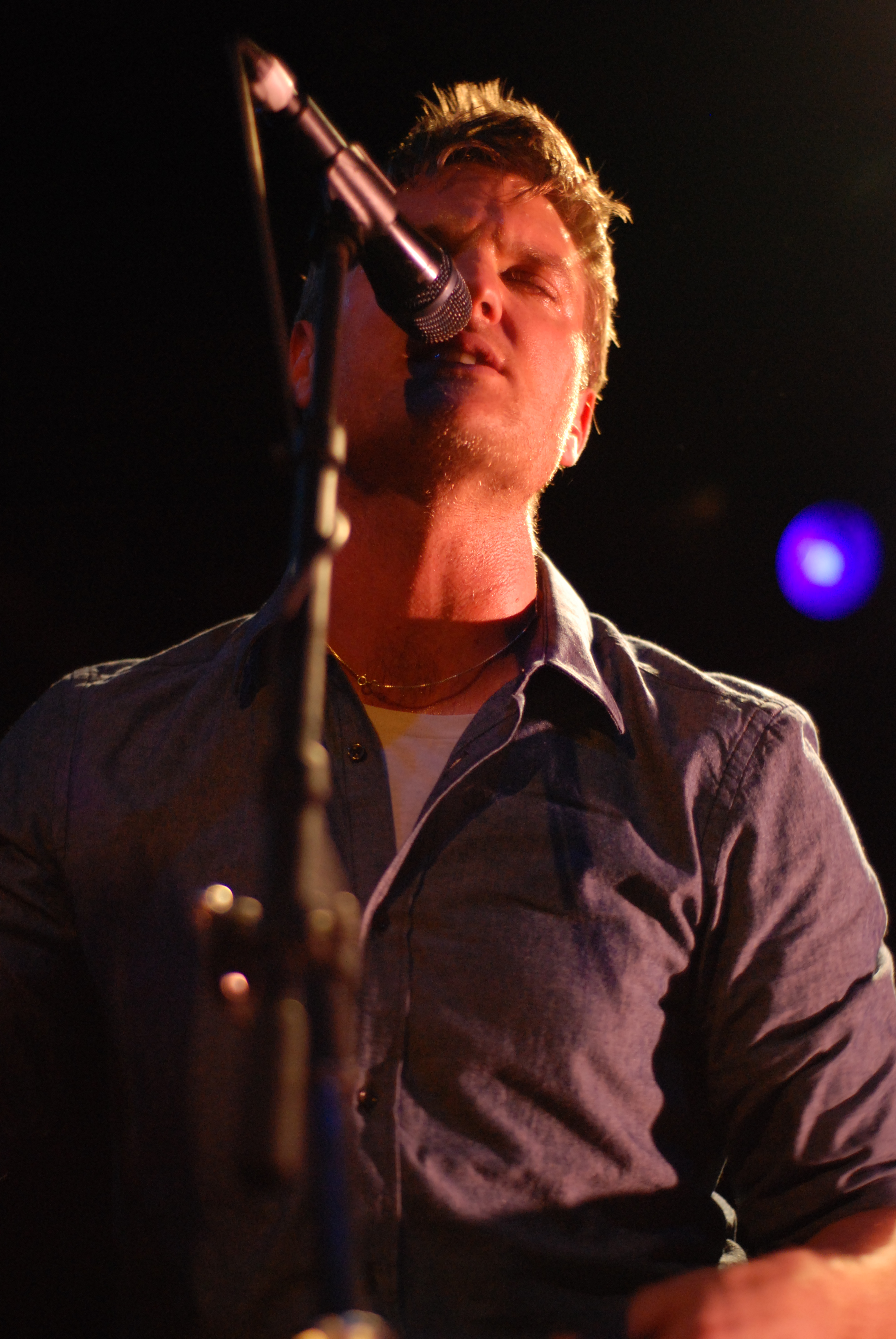
Nathan Willett vocales, piano, guitarra, percusión (2004-)
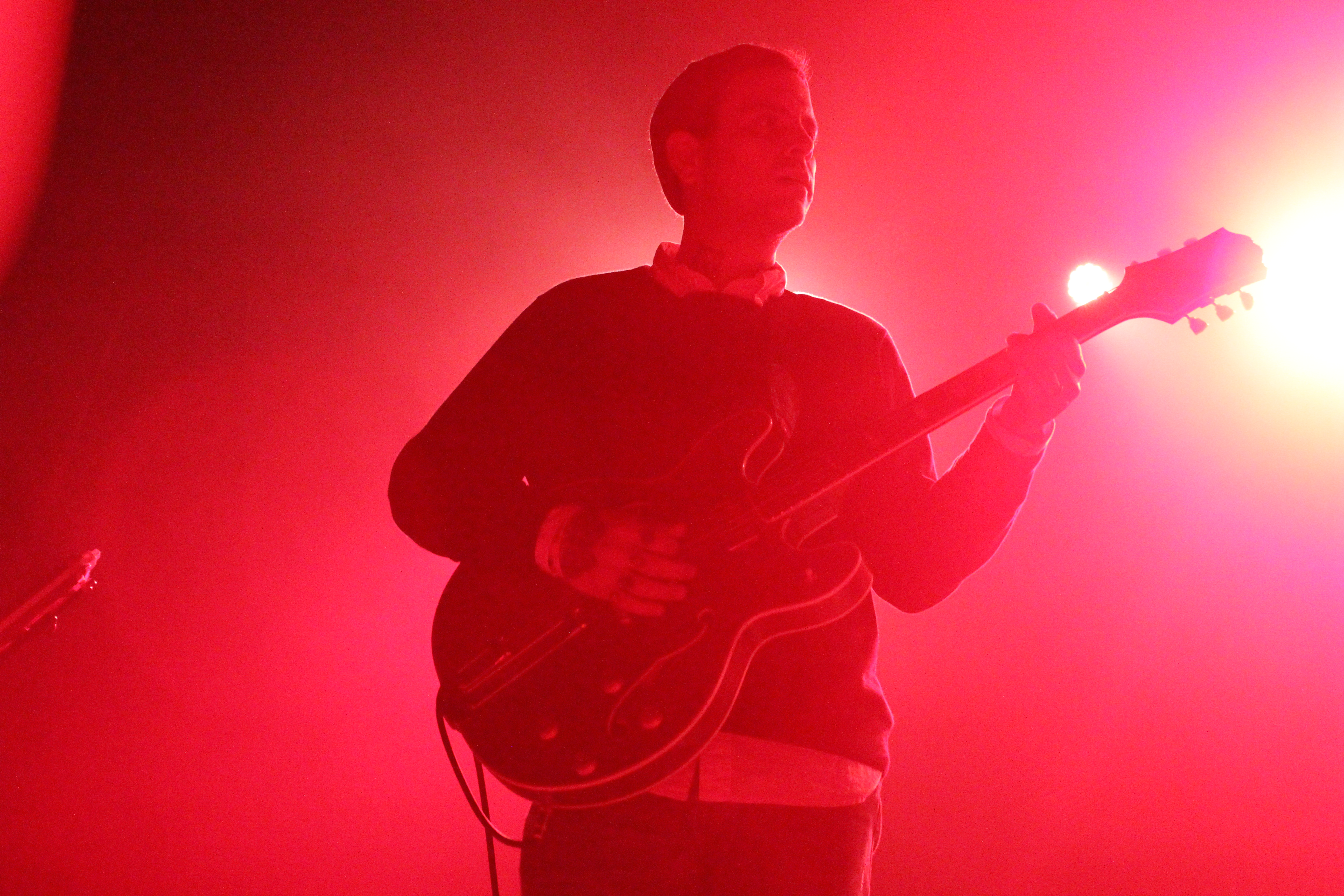
Dann Gallucci guitarra, percusión (2012-)
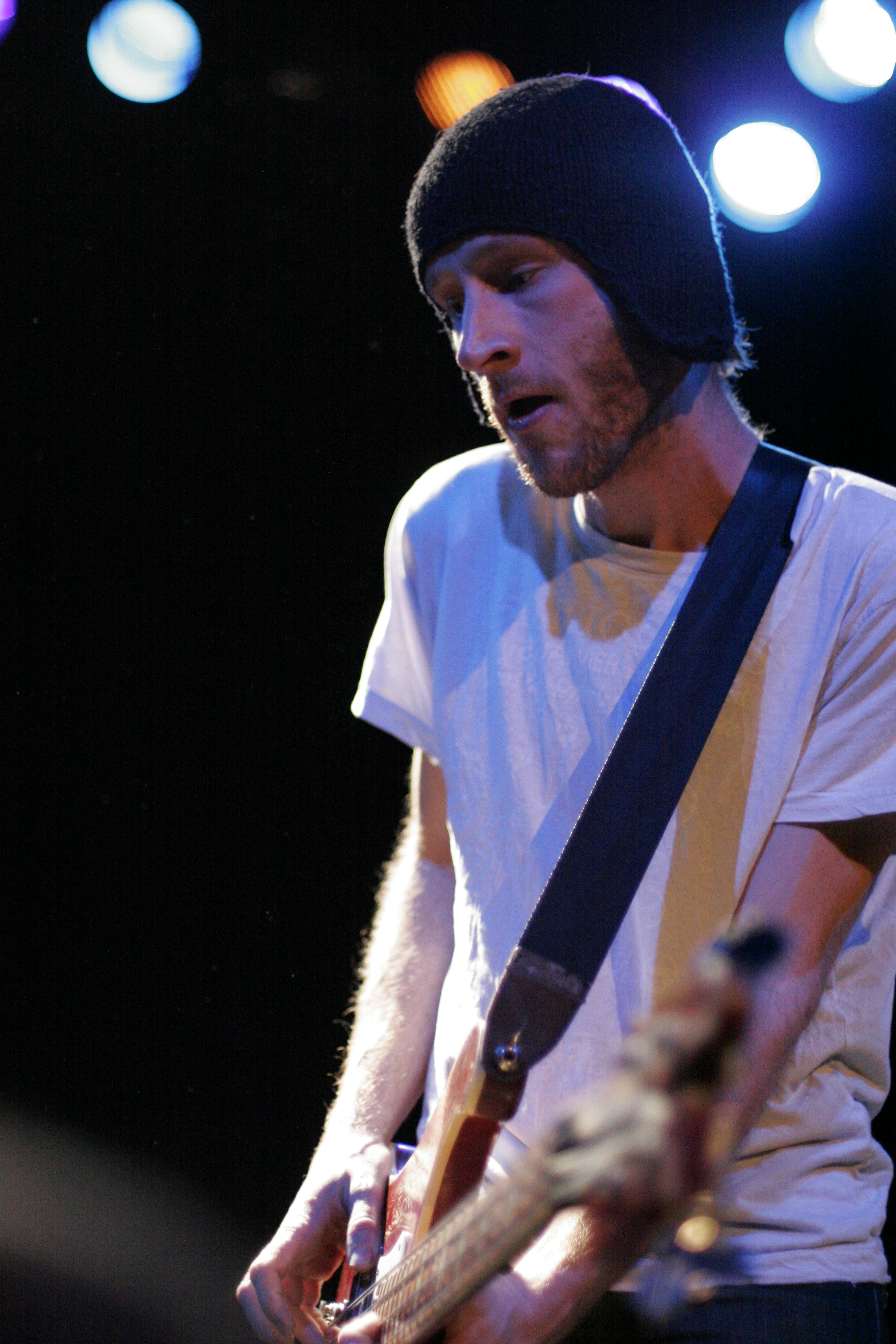
Matt Maust bajo, guitarra (2004-)

### Miembros anteriores

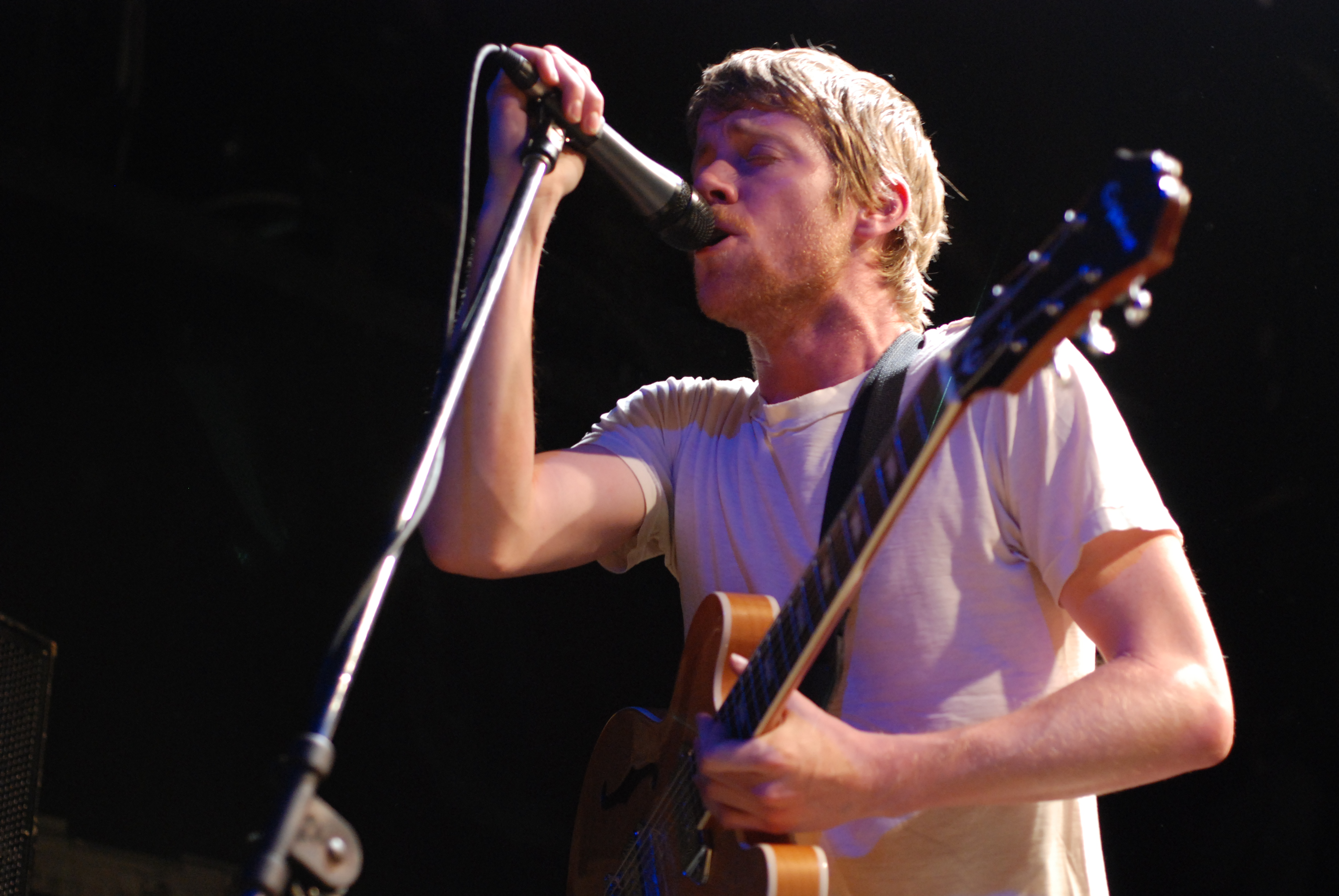
Jonnie Russell guitarra, piano, vocales (2004-2012)
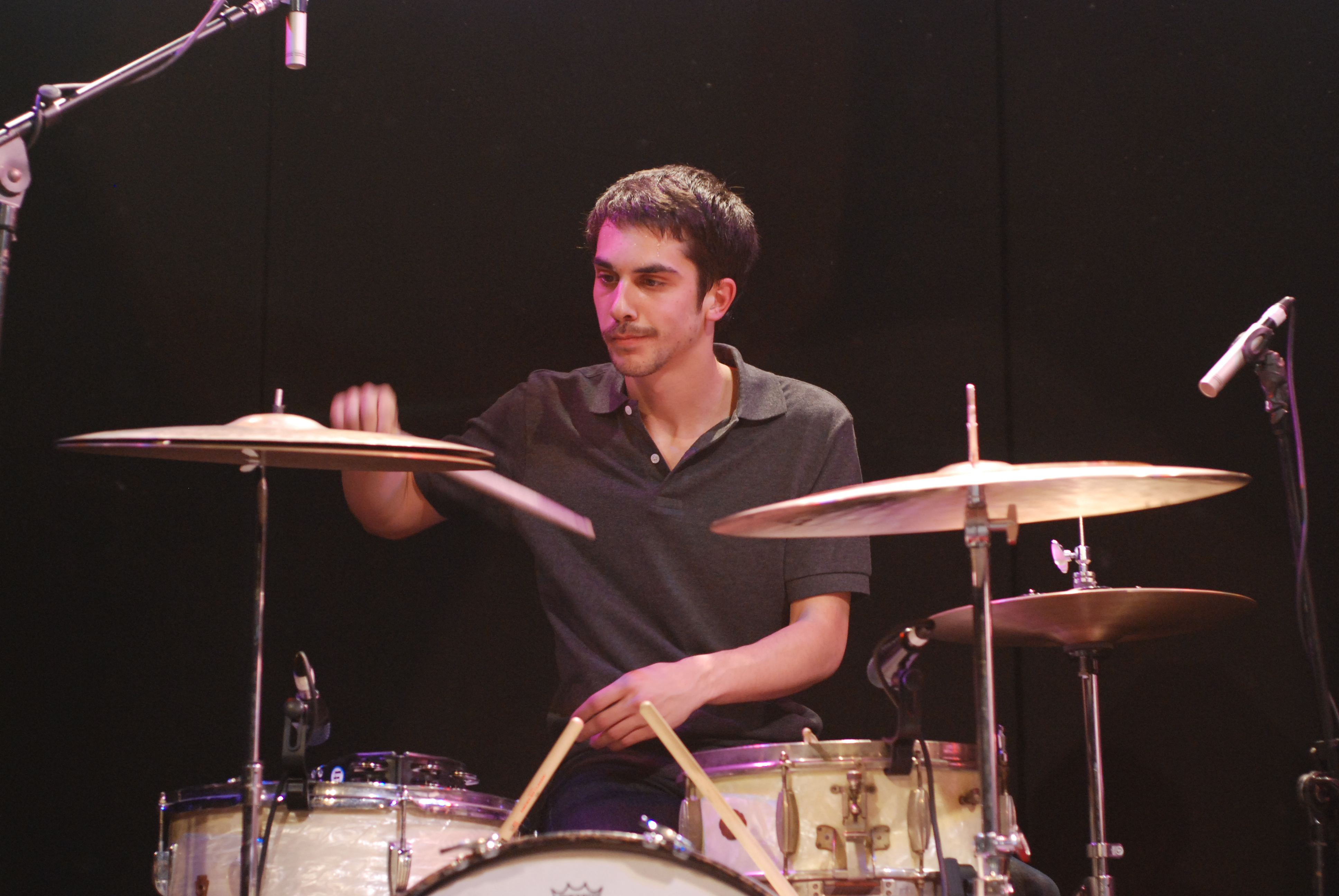
Matt Aveiro batería, percusión (2004-2013; baterista actual de los Bootstraps)

## Discografía

### Álbumes

#### Álbumes de estudio
| Robbers & Cowards                                                               | - Lanzado: 10 de octubre de 2006 (EE. UU) - Disquera: Downtown, V2 - Formatos: CD, LP, descarga digital    | 173 | —  | —  | —  | —  | 43 | —   | 79  | 96 | —  | 35  |
| Loyalty to Loyalty                                                              | - Lanzado: 23 de septiembre de 2008 (EE. UU) - Disquera: Downtown, V2 - Formatos: CD, LP, descarga digital | 21  | 6  | 7  | 20 | —  | 29 | 95  | 48  | —  | —  | 68  |
| Mine Is Yours                                                                   | - Lanzado: 25 de enero de 2011 (EE. UU) - Disquera: Downtown, V2 - Formatos: CD, LP, descarga digital      | 21  | 5  | 7  | 9  | 56 | 54 | —   | 128 | —  | 85 | 84  |
| Dear Miss Lonelyhearts                                                          | - Lanzado: 2 de abril de 2013 (EE. UU) - Disquera: Downtown, V2 - Formatos: CD, LP, descarga digital       | 52  | 11 | 17 | 48 | —  | 96 | 142 | —   | —  | —  | 149 |
| Hold My Home                                                                    | - Lanzado: 21 de octubre de 2014 (EE. UU) - Disquera: Downtown, V2 - Formatos: CD, LP, descarga digital    | 56  | 8  | 14 | 61 | —  | —  | —   | —   | —  | —  | —   |
| "—" denota una grabación que no fue listada o no fue lanzada en ese territorio. | |     |    |    |    |    |    |     |     |    |    |     |

#### Álbumes en vivo
| Título                | Detalles del Álbum                                                                           |
| --------------------- | -------------------------------------------------------------------------------------------- |
| iTunes Live from SoHo | - Lanzado: 2 de diciembre de 2008 (EE. UU) - Disquera: Downtown - Formatos: Descarga digital |

#### Álbumes de compilación
| Título                           | Detalles del álbum                                                            |
| -------------------------------- | ----------------------------------------------------------------------------- |
| Up in Rags/With Our Wallets Full | - Lanzado: febrero de 2006 (EE. UU) - Disquera: Monarchy Music - Formatos: LP |

#### Extended plays
| Título                                                                          | Detalles del álbum                                                                                    | Mejores posiciones en listas |
| Título                                                                          | Detalles del álbum                                                                                    | EE. UU.                      |
| ------------------------------------------------------------------------------- | --- | ---------------------------- |
| Mulberry Street                                                                 | - Lanzado: 15 de junio de 2005 (EE. UU.) - Disquera: Monarchy - Formatos: CD                          | —                            |
| With Our Wallets Full                                                           | - Lanzado: noviembre de 2005 (EE. UU) - Disquera: Monarchy - Formatos: CD                             | —                            |
| Up in Rags                                                                      | - Lanzado: enero de 2006 (EE. UU) - Disquera: Monarchy - Formatos: CD                                 | —                            |
| We Used to Vacation                                                             | - Lanzado: 27 de noviembre de 2006 (EE. UU) - Disquera: V2 - Formatos: CD, LP, 7", descarga digital   | —                            |
| Live at Fingerprints                                                            | - Lanzado: 23 de septiembre de 2008 (EE. UU) - Disquera: Downtown - Formatos: CD, descarga digital    | —                            |
| Live from the Paradiso                                                          | - Lanzado: 2 de diciembre de 2008 (EE. UU) - Disquera: Downtown - Formatos: CD, descarga digital      | —                            |
| Behave Yourself                                                                 | - Lanzado: 19 de enero de 2010 (EE. UU) - Disquera: Downtown, V2 - Formatos: CD, LP, descarga digital | 177                          |
| Live at Third Man                                                               | - Lanzado: 29 de marzo de 2011 (EE. UU) - Disquera: Third Man - Formatos: LP                          | —                            |
| Tuxedos                                                                         | - Lanzado: 17 de septiembre de 2013 (EE. UU) - Disquera: Downtown - Formatos: Descarga digital        | —                            |
| "—" denota una grabación que no fue listada o no fue lanzada en ese territorio. | |                              |

### Sencillos
| Título                                                                          | Año  | Mejores posiciones en listas | Mejores posiciones en listas | Mejores posiciones en listas | Mejores posiciones en listas | Mejores posiciones en listas | Mejores posiciones en listas | Álbum                  |
| Título                                                                          | Año  | EE. UU.                      | EE. UU. Alt.                 | EE. UU. Rock                 | BEL (FL)                     | NLD                          | UK                           | Álbum                  |
| ------------------------------------------------------------------------------- | ---- | ---------------------------- | ---------------------------- | ---------------------------- | ---------------------------- | ---------------------------- | ---------------------------- | ---------------------- |
| "Hair Down"                                                                     | 2006 | —                            | —                            | —                            | —                            | —                            | —                            | Robbers & Cowards      |
| "We Used to Vacation"                                                           | 2006 | —                            | —                            | —                            | —                            | —                            | —                            | Robbers & Cowards      |
| "Hang Me Up to Dry"                                                             | 2007 | 122                          | 26                           | —                            | —                            | —                            | 57                           | Robbers & Cowards      |
| "Hospital Beds"                                                                 | 2007 | —                            | —                            | —                            | —                            | —                            | 140                          | Robbers & Cowards      |
| "Something Is Not Right with Me"                                                | 2008 | —                            | 39                           | —                            | —                            | —                            | —                            | Loyalty to Loyalty     |
| "I've Seen Enough"                                                              | 2008 | —                            | —                            | —                            | —                            | —                            | —                            | Loyalty to Loyalty     |
| "Audience"                                                                      | 2009 | —                            | 39                           | —                            | —                            | —                            | —                            | Behave Yourself        |
| "Louder Than Ever"                                                              | 2010 | —                            | 31                           | 48                           | 81                           | —                            | —                            | Mine Is Yours          |
| "Skip the Charades"                                                             | 2011 | —                            | —                            | —                            | —                            | —                            | —                            | Mine Is Yours          |
| "Finally Begin"                                                                 | 2011 | —                            | —                            | —                            | —                            | 99                           | —                            | Mine Is Yours          |
| "Royal Blue"                                                                    | 2011 | —                            | —                            | —                            | —                            | 94                           | —                            | Mine Is Yours          |
| "Minimum Day"                                                                   | 2012 | —                            | —                            | —                            | —                            | —                            | —                            | Non-album single       |
| "Miracle Mile"                                                                  | 2013 | —                            | 22                           | —                            | —                            | —                            | —                            | Dear Miss Lonelyhearts |
| "A Million Eyes"                                                                | 2014 | —                            | —                            | —                            | —                            | —                            | —                            | Non-album single       |
| "All This Could Be Yours"                                                       | 2014 | —                            | 36                           | —                            | —                            | —                            | —                            | Hold My Home           |
| "—" denota una grabación que no fue listada o no fue lanzada en ese territorio. |      |                              |                              |                              |                              |                              |                              |                        |